# 경기도 부교육감
경기도교육청 부교육감(京畿道敎育廳 副教育監)은 경기도교육감을 보좌하여 경기도교육청의 사무를 지휘·감독하는 2급 상당의 고위공무원이다.
부교육감은 「지방교육행정기관의 행정기구와 정원기준 등에 관한 규정」제9조에 따라 고위공무원단에 속하는 일반직공무원 또는 장학관으로 보한다.

## 역대 부교육감

### 경기도 교육위원회 부위원장
- 초대 이은상(李殷相)[2][3] 1956년 9월 19일 ~ 1958년 9월 9일
- 초대 이학인(李學麟) 1956년 9월 19일 ~ 1958년 9월 9일
- 2대 이은상(李殷相) 1958년 9월 10일 ~ 1960년 9월 9일
- 2대 황장연(黃莊淵)[4][5] 1958년 9월 10일 ~ 1960년 9월 9일
- 3대 채항석(蔡恒錫)[6][7] 1960년 9월 10일 ~ 1961년 12월 31일, 경기도 교육위원회 폐지
- 3대 황장연(黃莊淵) 1960년 9월 10일 ~ 1961년 12월 31일, 경기도 교육위원회 폐지

### 경기도 교육위원회 부교육감
- 직무대리, 임문규(林文圭) 1972년 12월 18일 ~ 1973년 1월 28일, 학무국장으로 직무대리
- 구전회(具典會) 1973년 1월 29일 ~ 1974년 3월 28일, 장학관, 이사관급 상당
- 김종빈(金鍾斌) 1974년 3월 29일 ~ 1978년 3월 15일, 서울남부교육구청장 전출
- 최재한(崔在漢) 1978년 3월 16일 ~ 1980년 2월 26일, 충북교위 부교육감 전출
- 김낙운(金洛熉) 1980년 2월 27일 ~ 1981년 8월 5일
- 손성식(孫聖植) 1981년 8월 5일 ~ 1982년 2월 28일
- 직위폐지로 인한 궐위기간
- 박병용(朴炳墉) 1989년 1월 7일 ~ 1991년 8월 17일

### 경기도교육청 부교육감
- 곽병광(郭柄光) 1991년 8월 18일 ~ 1993년 2월 20일, 중앙교육연수원교수 전출
- 최만식(崔滿湜) 1993년 2월 20일 ~ 1995년 12월 31일, 대기발령
- 김상권(金相權) 1995년 12월 31일 ~ 1997년 12월 20일, 1급 상당
- 직대, 김평수(金坪洙) 1997년 12월 20일 ~ 1998년 8월 31일
- 김평수(金坪洙) 1998년 9월 1일[8] ~ 1999년 6월 2일, 관리관 승진
- 서남수(徐南洙) 1999년 6월 3일 ~ 2001년 7월 14일
- 장기원(張基元) 2001년 7월 15일 ~ 2002년 9월 10일
- 박경재(朴景載) 2002년 9월 11일 ~ 2004년 2월 8일
- 류선규(柳宣圭) 2004년 2월 9일 ~ 2005년 4월 25일

### 경기도 제1부교육감
- 류선규(柳宣圭), 2005년 4월 26일 ~ 2006년 6월 30
- 김화진(金華鎭), 2006년 7월 1일 ~ 2007년 7월 31일
- 황인철(黃寅哲), 2007년 8월 1일 ~ 2008년 3월 10일
- 김남일(金南一), 2008년 3월 21일 ~ 2009년 9월 17일
- 전찬환(全燦桓), 2009년 9월 17일 ~ 2012년 2월 1일, 강원대 사무국장 전출
- 이진석, 2012년 2월 1일 ~ 2013년 3월 22일
- 직무대리, 김영곤 2013년 3월 23일 ~ 2013년 4월 9일, 기획조정실장으로 직무대리
- 고경모, 2013년 4월 10일 ~ 2014년 8월 31일
- 김원찬, 2014년 9월 1일 ~ 2016년 3월 24일
- 최은옥, 2016년 3월 24일 ~ 2017년 8월 1일
- 강영순, 2017년 8월 2일 ~ 2020년 4월 12일
- 김규태, 2020년 4월 13일 ~ 2021년 7월
- 설세훈, 2021년 7월 ~ 2022년 8월
- 이경희, 2022년 10월 ~ 2024년 7월
- 김진수, 2024년 7월 ~

### 경기도 제2부교육감
- 최운용(崔云鎔), 2005년 4월 26일 ~ , 장학관
- 이영호(李榮浩) 2006년 2월 28일 ~
- 양기석(梁基錫) 2008년 3월 1일 ~
- 이기준(李基俊) 2009년 9월 16일 ~ 2011년 2월 28일, 정년퇴임
- 고붕주(高朋柱) 2011년 3월 2일 ~ 2012년 8월 30일, 정년퇴임
- 허봉규 2012년 9월 2일 ~ 2013년 8월 28일, 정년퇴임
- 직무대리, 김완기 2013년 9월 1일 ~ 2013년 9월 24일, 교육2국장으로 직무대리
- 서현상(徐鉉相) 2013년 9월 25일 ~ 2015년 2월 28일
- 문병선(文炳善) 2015년 3월 1일 ~ 2017년 8월 31일
- 직무대리, 방호석 2017년 9월 1일 ~ 2017년 10월 26일, 교육2국장으로 직무대리
- 이석길 2017년 10월 27일 ~ 2019년 2월 28일
- 윤창하 2019년 3월 1일 ~ 2021년 2월
- 조도연 2021년 3월 ~ 2022년 2월
- 한정숙 2022년 3월 ~ 2024년 8월
- 홍정표 2024년 9월 ~ 현재 재임중

## 같이 보기
- 경기도교육청
- 경기도교육감